# علی بوریان
علی بوریان فارغ‌التحصیل بازیگری دانشگاه هنرهای زیبا و دوره عالی سینما از دانشکده فیلمسازی باغ فردوس، مدیر عامل و مدیر مسئول مؤسسه فرهنگی، هنریِ " نمای نزدیک نگاه برتر " با شماره ثبت ۳۶۳۰۰ و پروانه فعالیت ۵۷۲۸ و مدیر مسئول آموزشگاه سینمایی نمای نزدیک با مجوز وزارت فرهنگ و ارشاد اسلامی به شماره ۳۰۷۱/۱۵۳ و عضو انجمن دانش آموختگان سینما، تئاتر، تلویزیون.
- بنیانگذار، مدرس و سرپرست انجمن نمایشی ناشنوایان تهران از سال ۱۳۷۶.
- عضو انجمن جوان فیلمنامه نویسان دفاع مقدس به سرپرستی آقای فرهاد توحیدی در سال ۱۳۷۵.
- مدرس بازیگری و هنرهای نمایشی در موسسات علمی آزاد هنری از سال ۱۳۷۷.

## نویسنده، کارگردان و تهیه‌کننده
- نویسنده و کارگردان سریال ۱۲ قسمتی ماجراهای شمشاد خان تولید مرکز گلستان در سال ۱۳۸۵
- هو بیو ۸ میلیمتری محصول سال ۱۳۶۷.
- تلفن ۱۶ میلیمتری محصول سال ۱۳۷۶.
- بازی جنگ محصول سال ۱۳۸۴.
- کابوس بیداری محصول سال ۱۳۸۸.
- فرصت محصول ۱۳۹۰
- از پارسی باستان تا فارسی امروز محصول سال ۱۳۹۲.
- جشن تولد محصول سال ۱۳۹۲.
- بازگشت محصول سال ۱۳۹۲.
- ملاقات محصول سال ۱۳۹۳.
- مقصر محصول سال ۱۳۹۳.
- تیرخلاص محصول سال ۱۳۹۳.
- خنده نرگس محصول سال ۱۳۹۲.
- مستند داستانی زندگی زیبا با طبیعت زیبا محصول سال ۱۳۹۲.
- راز گل سرخ محصول سال ۱۳۹۴.
- نویسنده فیلمنامه و تدوینگر فیلم مستند داستانی صدای زندگی محصول معاونت سیمای مرکز دنا به کارگردانی محسن کیانی در سال ۱۳۹۰.
- مشاور کارگردان و مجری طرح فیلم داستانی حیا به کارگردانی محسن کیانی محصول بنیاد امور ایثارگران شهرستان یاسوج در سال ۱۳۹۱.
- نویسنده فیلمنامه انیمیشن بادبادک‌ها به کارگردانی عباس فلاحی سال ۱۳۸۶.

## بازیگری
- نقش اول سریال پایگاه محله به کارگردانی رضا نبوی.
- نقش اول مهمان سریال آژانس دوستی محصولی از جوزان فیلم.

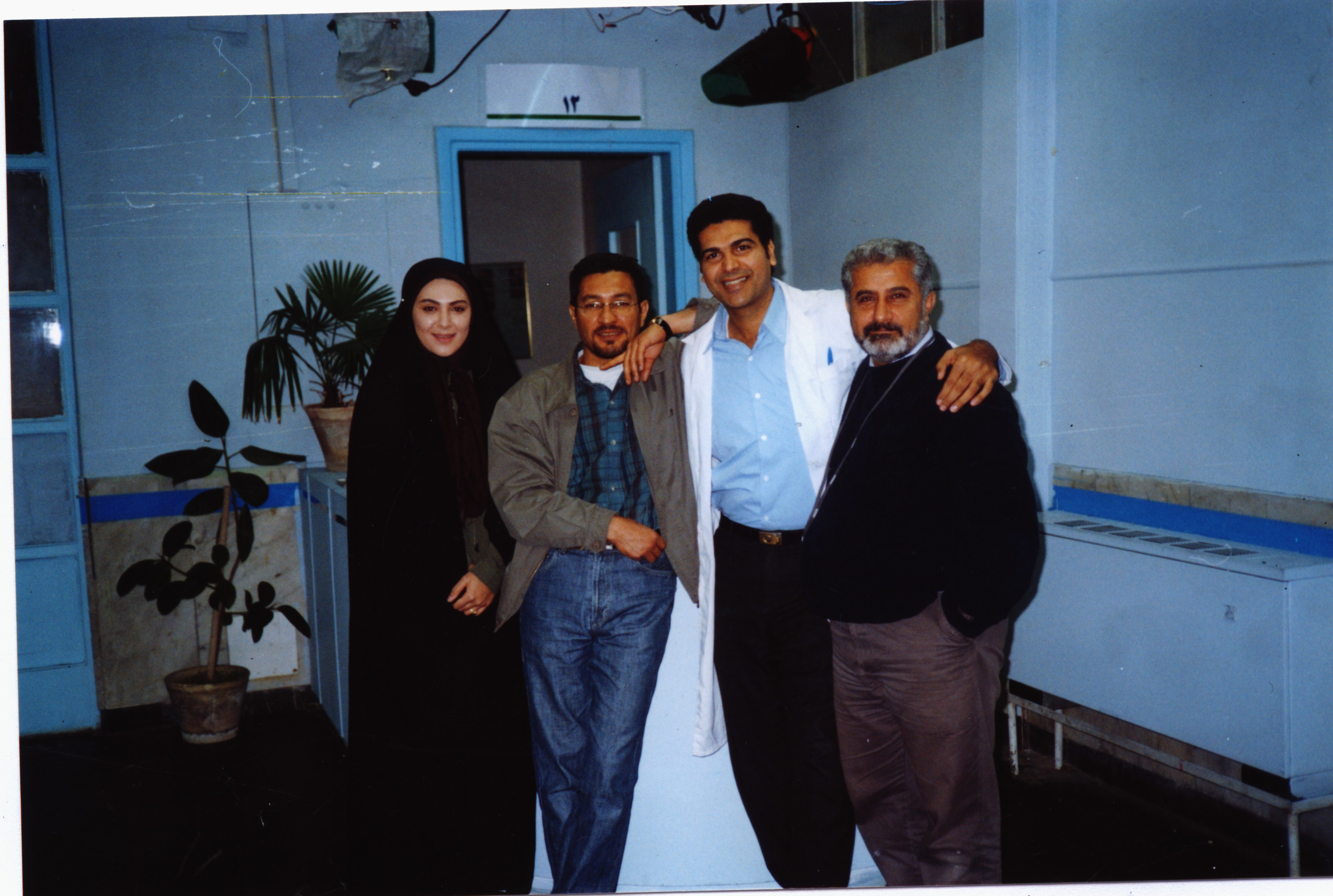
علی بوریان در پشت صحنه سریال رقص پرواز

- بازیگر مکمل سریال خاک سرخ به کارگردانی ابراهیم حاتمی کیا.
- بازیگر مکمل سریال رقص پرواز به کارگردانی احمد مرادپور.
- بازیگر مکمل فیلم سجاده آتش به کارگردانی احمد مرادپور.
- بازیگر مکمل فیلم روز شیطان به کارگردانی بهروز افخمی.
- بازیگر مکمل فیلم رنجر به کارگردانی احمد مرادپور.
- بازیگر مکمل فیلم راز گل به کارگردانی احمد مرادپور.
- بازیگر مکمل فیلم زندانی ۷۰۷ به کارگردانی حبیب‌الله بهمنی.
- بازیگر نقش اول فیلم شب کایتها به کارگردانی حبیب‌الله بهمنی.
- بازیگر نقش اول فیلم روزشمار اشغال به کارگردانی امیر قویدل.
- بازیگر نقش اول فیلم داستانی مردان دریا به کارگردانی عباس میرقائد.
- بازیگر نقش اول فیلم ساحل گمشده به کارگردانی علی کلانتری.
- بازیگر مکمل فیلم جمعه داغ به کارگردانی احمد دیری.
- بازیگر مکمل سریال بدرقه نوح به کارگردانی احمد مرتضی وند.
- بازیگر مکمل سریال دولت مخفی به کارگردانی راما قویدل.

## تئاتر
شروع فعالیت نمایشی وی از مقطع راهنمایی و دبیرستان شکل گرفت و به صورت حرفه‌ای از سال ۱۳۶۲ در شهر تبریز آغاز شد با نمایشنامه‌های:
- سرزمین پدری نوشته ابراهیم دولت‌آبادی و کارگردانی جمشید مرعشی در جشنواره وحدت (۱۷ شهریور).
  - نمایشنامه ددگاه به کارگردانی جمشید مرعشی جشنواره بسیج جوانان شهرستان مهاباد سال ۱۳۶۲.
- عضو انجمن نمایش شهرستان بندر امام در سال‌های ۱۳۶۵ تا ۱۳۶۸.
- شروع کار نمایش وی در تهران از سال ۱۳۶۸ بود با نمایش عروس دریا به کارگردانی سعید بهروزی که در جشنواره سراسری تئاتر استان تهران در

سالن سنگلج و همچنین در جشنواره منطقه ای یزد اجرا رفت.
- بازیگر نمایش اقلیما نوشته اعظم بروجردی و به کارگردانی حسن فتحی و اجرا در موزه معاصر.
- بازیگر نمایش شاه وگدا نوشته برتولت برشت به کارگردانی عبدالله تنگستان و اجرا در دانشکده سینما و تئاتر در آبان سال ۱۳۷۰.
- بازیگر نمایش دستهای آلوده نوشته ژان پل سارتر به کارگردانی محمد اکبرزاده و اجرا در دانشکده سینما و تئاتر در آذر سال ۱۳۷۰.
- بازیگر نمایش عروسکی سرمحله کاری از محمود عالی شوندی سال ۱۳۷۲ اجرا در دانشکده سینما و تئاتر.
- بازیگر نمایش نگاه غریبه نوشته سعید بهروزی، کارگردان عباس میرقائد، اجرا در دانشکده سینما تئاتر، بهمن ماه سال ۱۳۷۲.
- بازیگر نمایش عروسکی بینگ بنگ ، نوشته و به کارگردانی علی صدیقی، اجرا دانشکده سینما و تئاتر، آذر ماه سال ۱۳۷۳.
- بازیگر نمایش عروسکی در همسایگی به کارگردانی آذر مبارکی، اجرا در دماوند در اسفند سال ۱۳۷۳.
- بازیگر نمایش تولد دوباره کاری از لیلا گله داران سال ۱۳۷۴ اجرا در جشنواره تئاتر تجربی دانشگاه تهران
- کارگردان و بازیگر نمایش سرود ماندن نوشته سعید بهروزی اجرا در تالار فارابی، سال ۱۳۷۵
- بازیگر و کارگردان و طراح متن نمایش تصویری که در آئینه نبود نوشته علی بوریان و فرهین فرخی، اجرا سالن تالار هنر جنب سینما و تئاتر سال ۱۳۷۶.
- سرپرست و مشاور گروه در نمایش یوما نوشته علی بوریان و فرهین فرخی، اجرا سالن سرو، پارک شفق یوسف آباد، سال ۱۳۷۷.
- نویسنده و کارگردان نمایش تیر خلاص در پانزدهمین جشنواره دانشجویی، اجرا سالن دانشکده سینما و تئاتر.
- بازیگر نمایش در جمعیت گم شد کاری از جلال تجنگی، اجرا تالار مولوی، پانزدهمین جشنواره دانشجویی
- بازیگر، کارگردان، طراح صحنه و طراح عروسک نمایش عروس دریا نوشته سعید بهروزی، اجرا در کارگاه ۱ دانشگاه هنرهای زیبا، پانزدهمین

جشنواره دانشجویی.
- کارگردان نمایش قویتر نوشته سترینبرگ، اجرا سالن سمندریان دانشکده هنرهای زیبا سال ۱۳۸۴.
- نویسنده و کارگردان نمایش ارثیه‌های عاطفی، اجرا در چهارمین جشنواره ماه و اجرای صحنه ای در حوزه هنری سالن ماه سال ۱۳۸۷.
- مشاور و تهیه‌کننده نمایش مرغ دریایی اثر ژان میشل ریپ به کارگردانی علی مسرور در سال ۱۳۹۰.
- کارگردان نمایش مونیک اجرا به زبان انگلیسی در دانشکده شهید بهشتی، نوشته ژان میشل ریپ، خرداد ۱۳۹۱.
- کارگردان نمایش قرار ملاقات نوشته لوئیجی یانوتسی، اجرا در کارگاه نمایش نمای نزدیک، اسفند ۱۳۹۰.
- دبیر هفتمین جشنواره دانشجویی کشور در سال ۱۳۸۳.